# Eoophyla capensis
Eoophyla capensis là một loài bướm đêm trong họ Crambidae.